# Kanton Labrit
Kanton Labrit (francouzsky Canton de Labrit) je francouzský kanton v departementu Landes v regionu Akvitánie. Tvoří ho devět obcí.

## Obce kantonu
- Bélis
- Brocas
- Canenx-et-Réaut
- Cère
- Garein
- Labrit
- Maillères
- Le Sen
- Vert